# Eduard Daege

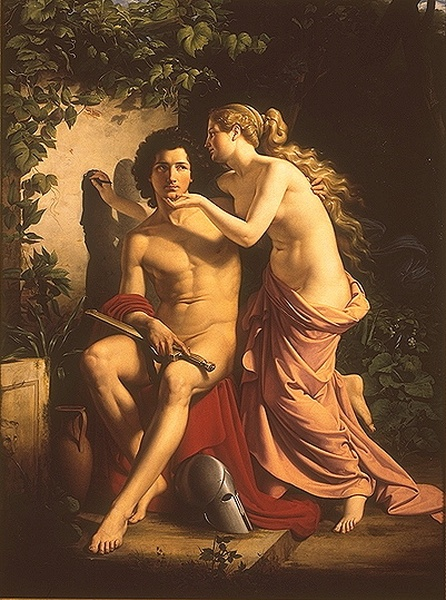
L'invenzione della pittura da parte di Cora di Sicione, dipinto del 1832, conservato all'Alta Galleria di Berlino.

Eduard Wilhelm Daege (Berlino, 10 aprile 1805 – Berlino, 6 giugno 1883) è stato un pittore prussiano, che fu direttore dell'Accademia delle arti di Berlino, e, sempre nella sua città natale, della Galleria Nazionale.

## Biografia
Eduard Daege studiò nel 1820 all'Accademia di Berlino sotto Johann Gottfried Niedlich e nel 1823 nello studio di Karl Wilhelm Wach. Senza dubbio ha partecipato alla decorazione di Karl Friedrich Schinkel della Sala concerti berlinese. Con Karl Eduard Biermann viaggiò in Italia, tra il 1832 ed il 1833, dove visitò le città di Roma e Napoli.
Nel 1835 divenne membro dell'Accademia di Berlino e poi insegnante nel 1838. Nominato professore nel 1840, realizzo degli affreschi per il Nuovo Museo e per la cappella del Castello di Berlino. Dal 1861 al 1874 fu direttore dell'Accademia di Berlino e anche della Galleria Nazionale appena aperta.